# Anglo-Irisches Abkommen
Das Anglo-Irische Abkommen (englisch Anglo-Irish Agreement, irisch an Comhaontú Angla-Éireannach) ist eine am 15. November 1985 unterzeichnete Vereinbarung, die der irischen Regierung erstmals eine beratende Rolle im Nordirlandkonflikt einräumte und gleichzeitig bestätigte, dass der verfassungsrechtliche Status Nordirlands nicht ohne den Willen der nordirischen Bevölkerungsmehrheit verändert werden würde. Das Abkommen wurde von der britischen Premierministerin Margaret Thatcher und dem irischen Ministerpräsident Garret FitzGerald in Hillsborough Castle unterzeichnet und sollte den Nordirlandkonflikt politisch befrieden.

## Vorgeschichte
Ab dem Anfang der 1980er Jahre arbeiteten die irische und die britische Regierung intensiver zusammen, um im Nordirlandkonflikt eine politische Einigung zu erzielen, die für alle Seiten akzeptabel war.

## Bestimmungen

### Anglo-Irische Regierungskonferenz
Durch das Anglo-Irische Abkommen vom 15. November 1985 wurde die Anglo-Irische Regierungskonferenz ins Leben gerufen, die sich aus Vertretern der britischen und der irischen Regierung zusammensetzte. Dieses Gremium befasste sich mit politischen, rechtlichen und sicherheitsrelevanten Fragen in Nordirland sowie mit der „Förderung der grenzüberschreitenden Zusammenarbeit“. Die Regierungskonferenz hatte jedoch nur eine beratende Funktion. Ihr wurden keine Entscheidungsbefugnisse oder Gesetzesänderungen gewährt. Die Konferenz war hingegen befugt, Vorschläge zu unterbreiten, „sofern diese Angelegenheiten nicht in die Zuständigkeit einer dezentralisierten Verwaltung in Nordirland fallen“. Diese Bestimmung sollte fortan die nordirischen Unionisten (die sich entgegen der Anglo-Irischen Regierungskonferenz gegen die Beteiligung der irischen Regierung in Nordirland ausgesprochen hatten) ermutigen, eine dezentralisierte Regierung der Machtverteilung zu betreiben. Das sogenannte Maryfield-Sekretariat war das ständige Sekretariat der Anglo-Irischen Regierungskonferenz, zu dem auch Beamte des irischen Außenministeriums gehörten. Die Anwesenheit der irischen Beamten empörte wiederum besonders die Unionisten. Die Büros des Maryfield-Sekretariats wurden im Dezember 1998 geschlossen, nachdem die Britisch-Irische Regierungskonferenz die Anglo-Irische Regierungskonferenz abgelöst hatte.

### Kommuniqué
In einem dem Anglo-Irischen Abkommen beigefügten Kommuniqué stimmte das Vereinigte Königreich zu, dass alle Patrouillen der britischen Armee in Nordirland durch eine zivile Eskorte der Royal Ulster Constabulary begleitet wurden. Lediglich bei außergewöhnlichen Umständen durfte hiervon eine Ausnahme gemacht werden. Bis 1997 erhob die irische Regierung Tausende von Protesten bei Verstößen gegen diese Verpflichtung. Erst das Karfreitagsabkommen vom 10. April 1998 konnte die gewaltgeladene Phase des Nordirlandkonflikts beenden und in eine politische Konsenssuche überführen.

## Auswirkungen
Das Anglo-Irische Abkommen von 1985 konnte zunächst weder die politische Gewalt in Nordirland sofort beenden, noch hat es die beiden gegenüberstehenden Parteien versöhnt. Mit dem Abkommen gelang es beiden Regierungen vorerst nicht, Stabilität zu schaffen. Dennoch gilt der am 31. August 1994 von der IRA einseitig ausgerufene Waffenstillstand als eine späte Folge der Vereinbarung von 1985.
Die im Abkommen vorgesehene Machtteilung mit einer dezentralen Regierungsbildung wurde in den folgenden Jahren nicht umgesetzt und später in einer ganz anderen Form. Jedoch verbesserte sich die Zusammenarbeit zwischen der britischen und der irischen Regierung, was dreizehn Jahre später ein wichtiger Baustein zur Bildung des Karfreitagsabkommens von 1998 war. Insofern kann das Anglo-Irische Abkommen aus zwischenstaatlicher Perspektive als ein wichtiger Schritt im Friedensprozess angesehen werden, da fortan auch die irische Regierung ihre Meinung bzw. Vorschläge in den Diskurs über Nordirland einbringen konnte.

## Rezeption
Bis heute sehen viele – vornehmlich protestantische – Nordiren diesen Schritt als Verrat Thatchers an der britischen Provinz an.
Der Guardian kommentierte das Abkommen 2011 wie folgt: „Nach jahrhundertelanger Unterdrückung und zwei Jahrzehnten in den modernen Unruhen änderte das Abkommen alles und nichts.“
Kurz vor einem EU-Gipfel im Oktober 2018 zum Thema Brexit warnte die Chefin der nordirischen Democratic Unionist Party (DUP), Arlene Foster, die britische Premierministerin Theresa May vor Fehlern in den Verhandlungen über die Irland-Frage und sprach mit Blick auf die britische Geschichte von einem Thatcher-Déjà-vu. Bezugnehmend auf das Anglo-Irische Abkommen sagte Foster: „Sie sollte von ihrer Vorgängerin Margaret Thatcher lernen“ und weiter „Trotz ihrer unionistischen Überzeugungen überzeugten andere Thatcher, das anglo-irische Abkommen zu unterzeichnen.“ Thatcher habe laut Foster diese Entscheidung später „zutiefst bereut“. Nicht so ihr Mitunterzeichner, Irlands Ministerpräsident Garret FitzGerald, für den das Anglo-Irische Abkommen ein Höhepunkt seiner Karriere war.